# Діана Астер
Діана Астер (справжнє ім'я: Діана Дмитрієва, нар. 19 квітня 2000 року, Воронеж) — російська відеоблогерка (тіктокерка), музична виконавиця.
Учасниця тіктокерського будинку Dream Team House.
У жовтні 2020 року російський Forbes помістив її на 10-е місце свого першого в історії списку найбільш високооплачуваних тіктокерів.

## Біографія
Народилася у Воронежі 19 квітня 2000 року.
Після закінчення школи, у 2018 році, вступила на факультет менеджменту Російського економічного університету імені Г. В. Плеханова і відтоді живе у столиці.
Десь через пів року після переїзду в Москву, у 2019 році, почала вести тікток. Успіх прийшов до неї в тандемі з Ксенією Карповою — дівчата-блогери зняли спільний ролик, і він зібрав 4 мільйони переглядів. Другий — ще більше, 8 мільйонів.
З березня 2020 року перебуває в тіктокерському об'єднанні (TikTok-Хаусі) Dream Team House.
Коли її колеги-блогери з Dream Team Hous'а стали один за одним записувати та випускати власні пісні, Діана теж вирішила спробувати себе в музиці й в червні того ж року представила публіці свій дебютний сингл «Барбі».
28 червня на пісню вийшов кліп, в першу добу зібрав 1 мільйон переглядів на «Ютюбі».
У вересні запустила на «Ютюбі» своє власне шоу, назване «Біг Ді шоу».

## Тематика каналу
У «Тіктоку» знімає ліпсинки, танці, а також гумористичні ролики. Починала ж з соціальних роликів, в яких не було російського тексту, завдяки чому їх дивилися користувачі не тільки з російськомовних країн.

## Особисте життя
З кінця 2019 року зустрічалася з тіктокером Владиславом Поповим, відомим як Roully (Роулі) (станом на 2020 рік був у тіктокерському будинку Swag Team).
У березні 2021 року підтвердила свої стосунки зі співаком Фогелем.

## Дискографія

### Сингли
| Рік  | Назва          | Чарти                           | Чарти                   | Примітки                               |
| Рік  | Назва          | СНД                             | СНД                     | Примітки                               |
| Рік  | Назва          | TopHit Top Radio & YouTube Hits | Tophit Top YouTube Hits | Примітки                               |
| ---- | -------------- | ------------------------------- | ----------------------- | -------------------------------------- |
| 2020 | «Barbie»       | 87                              | 15                      | цифровий сингл, вып. 22 червня 2020    |
| 2021 | «Покохай мене» |                                 |                         | цифровий сингл, вып. 3 березня 2021    |
| 2021 | «Пруф»         |                                 |                         | цифровий сингл, вып. 17 листопада 2021 |

## Нагороди та номінації
| Року | Премія                                               | Номінація            | Результат | Іст.          |
| ---- | ---------------------------------------------------- | -------------------- | --------- | ------------- |
| 2020 | Підсумки року 2020 за версією телеканалу «ТНТ Music» | Кращий тіктокер року | Перемога  | [ 24 ] [ 25 ] |